# Kim Jae-yup
Kim Jae-yup (kor. 김재엽; ur. 17 maja 1965 w Daegu), południowokoreański judoka. Dwukrotny medalista olimpijski.
Walczył w najniższej kategorii, do 60 kilogramów. Brał udział w dwóch igrzyskach (IO 84, IO 88), na obu zdobywał medale. Największy sukces odniósł na igrzyskach w 1988, zwyciężając w wadze do 60 kg. Cztery lata wcześniej przegrał w finale z Japończykiem Shinji Hosokawą. W 1987 został mistrzem świata.